# Egg cream
L'egg cream (lett. "crema all'uovo") è una bevanda fredda statunitense composta da latte, acqua gassata e sciroppo al cioccolato o alla vaniglia. Nonostante il nome, la bevanda non contiene uova, crema o panna.

## Storia

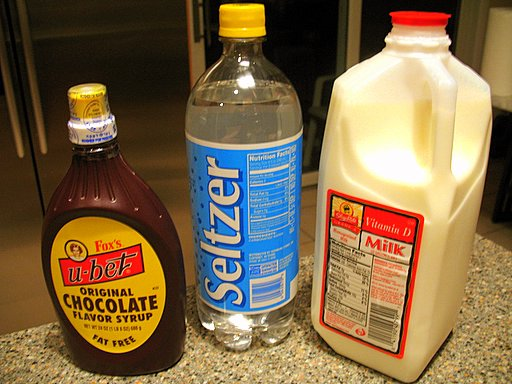
Gli ingredienti per preparare legg cream: sciroppo al cioccolato acqua gassata e latte

La maggior parte degli scritti dedicati all'egg cream presuppone che la bevanda abbia avuto origine a New York tra gli immigrati ebrei provenienti dall'Europa orientale. Esistono molte teorie che tentano di spiegare il perché l'egg cream non sia composto da uova e crema a dispetto del nome. Stanley Auster, nipote del presunto inventore della bevanda, avrebbe dichiarato che le origini del nome si perdono nel tempo. In un suo libro, lo storico del cibo Andrew Smith sostiene invece che, durante gli anni 1880, fu prodotta una "popolare specialità a base di sciroppo di cioccolato, panna e uova crude mescolate in acqua gassata. Nei quartieri più poveri, fu creata una versione meno costosa di tale miscela chiamata Egg Cream, che era prodotta senza le uova o la panna." Un'altra versione vuole che la dolce bevanda ebbe origine quando una persona ignota (si pensa che fosse l'attore Boris Thomashefsky) che avrebbe già bevuto precedentemente un drink simile a Parigi, richiese del chocolat et crème. Tuttavia, a causa del suo marcato accento straniero, dichiarò accidentalmente "egg cream". Oggi l'egg cream è quasi esclusivamente una bevanda distribuita nei locali muniti di soda fountain. Sebbene ci siano stati diversi tentativi di imbottigliare tale ricetta, nessuno di questi ha avuto del tutto successo, poiché il suo gusto rinfrescante e la sua caratteristica schiuma richiedono la miscelazione degli ingredienti appena prima di berlo.